# 佑尼干
佑尼干（Thomas Roberts Jernigan，1847年—1920年）是一位美国外交官、律師，美國民主黨黨員，曾出任美國驻神户领事（1885-1889）、美国驻上海市总领事（1893-1897）。後來他又担任标准石油駐中国律师以及上海公共租界負責人。仙霞路的前身佑尼干路就是以他的名字來命名。 佑尼干經常為字林西報撰稿。他的著作有《中国商务的规律和方针》、《中国的法律与商务》。1920年，佑尼干在上海去世，他的墓地位於南京的一座小山上。 